# Чурка (этнофолизм)
«Чу́рка», «чурба́н» — этнофолизм (этническая кличка), расистское, пренебрежительное, уничижительное обозначение представителя народов Кавказа или Средней Азии, «нерусского», один из терминов языка вражды, социокультурный конструкт. В стереотипных представлениях — мигранты, плохо говорящие по-русски и ведущие себя не по местным «понятиям». Чаще в них, чем в «жидомасонах», массы видят главный источник сегодняшних и будущих угроз. Слово часто фигурирует как оскорбление, подчёркивающее иноэтническое происхождение оскорбляемого. По созвучию с этими словами сближается «чурек» — этнофолизм с тем же значением, производный от названия пищи. Оскорбительное «чурка» близко к понятию «нерусь».
Прозвище производно от обозначения короткого обрубка дерева. Этнофолизм появился в советский период и претерпел изменения в связи с глобальными миграционными процессами, имеющие часто ярко выраженный конфликтогенный характер. В советское время «чуркестаном» именовалась любая среднеазиатская республика Советского Союза через название Туркестан — исторический регион Центральной Азии; «чуркой» — недалёкий советский человек, который плохо знал русский язык. В дальнейшем произошло устойчивое закрепление слова за выходцами из Средней Азии, а позднее также за уроженцами Северного Кавказа и Закавказья. Это стигматизированное значение предположительно происходит из среды уголовных элементов и изначально присутствовало только в тюремном жаргоне, а также, возможно, в армейском сленге.
Навыки расистского мышления закреплены в языке, выражаясь в уничижительных терминах или терминах, употребляемых в качестве таковых: «чукчи», «нанайцы», «чурки», «узкоглазые», «хачики» — все, кто подпадает под категорию «нерусских». В 1980—1990-е годы «еврейчата» и «жидки» в качестве главных угроз в массовом сознании были вытеснены «лицами кавказской национальности», они же «чёрные», «черножопые» (несмотря на то, что подавляющее большинство представителей народов Кавказа относится к европеоидам). Н. А. Митрохин в 2003 году писал, что новыми «врагами» для русских националистов стали «чужаки, недавние пришельцы на улицы родных городов, плохо говорящие по-русски и ведущие себя не по „понятиям“ (то есть „нашему“ своду законов), — „чёрные“, „чурки“, „чучмеки“, „хачики“ и иже с ними».
В постсоветский период лексема «чурка» входит в молодёжный сленг, получает более широкое, собирательное значение, иногда чёткий этнический признак исчезает. Согласно результатам опроса (2010), «большинство русских детей, испытывающих неприязнь к некоторым этническим группам, не смогли чётко описать их. Ответы были маркерами негативных стереотипов, определенными стигмами, такими как „кавказцы“, „чурки“, „горцы“, „азиаты“». Согласно данным Национального корпуса русского языка (НКРЯ), этнофолизм чаще применяется как собирательное название мигрантов из Средней Азии. НКРЯ свидетельствует о широком вхождении этого прозвищного этнонима в письменный (художественный) дискурс, а, следовательно, и в литературный язык. Представленность лексемы в этом значении в масс-медиа и устном дискурсе также высока.
Стереотипные представления, связанные с этнофолизмом включают: концептуализация инаковости: объекты имеют иное этническое происхождение/национальную принадлежность, «нерусскую» внешность, говорят на другом языке и не владеют русским, ведут иной образ жизни, имеют другие привычки, другую конфессиональную принадлежность; воплощение негативных личностных характеристик, согласно массовым представлениям, свойственным этносам мигрантов: низкое умственное развитие.
Языковое воспроизводство стереотипов, их регулярная вербализация ведут к укреплению конструкта, что задаёт отношение и модель поведения в отношении обозначаемой данным словом категории, которая становится объектом насмешек, оскорблений, навязывания «ярлыков», дискриминации и эксплуатации, получает роль «козла отпущения» в сложных социально-экономических и политических условиях.
По состоянию на 2005 год бюрократический язык использовал более нейтральный, но также научно некорректный термин «лица кавказской национальности».